# Der kleine Horrorladen (1986)
Der kleine Horrorladen (Originaltitel Little Shop of Horrors) ist die Verfilmung des gleichnamigen Musicals. Regie führte Frank Oz. Vor dieser wurde der Stoff bereits 1960 von Roger Corman als Kleiner Laden voller Schrecken verfilmt. Auf diesem B-Movie basiert das Musical, welches wiederum als Vorlage für die Oz-Verfilmung diente. Deutschlandpremiere war am 14. Mai 1987.

## Handlung
Der größte Teil der Geschichte spielt sich im Blumenladen des Mr. Mushnik in der Downtown einer großen amerikanischen Stadt ab. Von ihm aus dem Waisenhaus geholt und als Gehilfe gnadenlos ausgebeutet wird die Hauptfigur Seymour Krelborn. Die von ihm heimlich geliebte Angestellte Audrey ist die weibliche Hauptperson des Films. Sie fühlt sich heimlich zu Seymour hingezogen, ist aber mit dem sadistischen Zahnarzt Orin Scrivello liiert.
Als die beiden Angestellten wieder einmal vergeblich auf Kundschaft warten, eröffnet ihnen Mr. Mushnik, dass er den Laden schließen müsse. Audrey schlägt zur Rettung vor, die „wahnsinnig tolle neue Pflanze“, die Seymour bei einem Chinesen gekauft hat, ins Fenster zu stellen. Tatsächlich zieht die Pflanze, die Seymour Audrey II nennt, viele neue Kunden an und entwickelt sich zu einer örtlichen Attraktion, was den maroden Laden zunehmend belebt und vor dem Ruin rettet. Allerdings scheint die Pflanze zu verwelken, woraufhin Seymour alles versucht, das Gewächs zu retten. Zufällig findet er heraus, wie er die Pflanze am Leben erhalten kann: Er füttert sie mit seinem Blut.
Durch die ungewöhnliche Nahrung wächst die Pflanze extrem schnell heran. Parallel steigt der Umsatz, weil die Schaulustigen bündelweise Blumen erwerben. Der Laden wird berühmt. Presse, Rundfunk und Fernsehen berichten von Seymour und seiner außergewöhnlichen Pflanze.
Irgendwann sieht sich Seymour nicht mehr in der Lage, genügend Blut für Audrey II aufzubringen. Verzweifelt sucht er nach einer Lösung, als die Pflanze zu sprechen beginnt und einen verhängnisvollen Vorschlag macht: Seymour solle Audreys Freund, den Zahnarzt Orin Scrivello töten. So bekäme Audrey II Nahrung und Seymour könne Audrey gewinnen.
Mit dem festen Vorsatz, diesen Plan in die Tat umzusetzen, begibt sich Seymour in die Praxis des Rivalen. Er schafft es jedoch nicht, den Zahnarzt zu erschießen. Zum Glück für Seymour bringt sich der Sadist durch eine Überdosis Lachgas selbst um. Seymour schafft die Leiche zu Audrey II, zerhackt Scrivello und verfüttert ihn an die Pflanze. Mr. Mushnik, der das Treiben heimlich beobachtet hat, will Seymour an die Polizei ausliefern. Er steht in einem ungünstigen Moment mit dem Rücken zu Audrey II und endet ebenfalls als Pflanzenfutter, ohne dass Seymour eingreifen kann.
Seymour kann Audrey gerade noch vor dem Gefressenwerden aus dem Maul von Audrey II retten, die sich als bösartige Mutterpflanze aus dem All zu erkennen gibt, deren Ziel es ist, mit ihrer Art die Erde zu beherrschen. Nachdem Audrey II den Laden verwüstet hat, gelingt es Seymour, die Pflanze und ihre frischen Ableger mit einem freigelegten Stromkabel zu verglühen. Er und Audrey finden zueinander. In der letzten Szene ist im Garten der Frischvermählten eine neue, kleine Audrey II zu sehen.

## Besetzung
In Nebenrollen sind als masochistischer Patient des Zahnarztes Bill Murray und als überdrehter Radioreporter John Candy zu sehen. Untermalt wird das Ganze von den drei Sängerinnen Chiffon, Crystal und Ronette, die auch die Rahmenhandlung erzählen. Deren Namen sind Anspielungen auf drei besonders erfolgreiche Girlgroups der 1960er Jahre: The Chiffons, The Crystals und The Ronettes.
| Rolle                           | Schauspieler      | Synchronsprecher   |
| ------------------------------- | ----------------- | ------------------ |
| Seymour Krelborn                | Rick Moranis      | Santiago Ziesmer   |
| Audrey                          | Ellen Greene      | Katja Nottke       |
| „Audrey II“                     | Levi Stubbs       | Klaus Sonnenschein |
| Mr. Mushnik                     | Vincent Gardenia  | Gerd Duwner        |
| Dr. Orin Scrivello              | Steve Martin      | Norbert Gescher    |
| Wink Wilkinson                  | John Candy        | Andreas Mannkopff  |
| Arthur Denton                   | Bill Murray       | Uwe Paulsen        |
| Patrick Martin (Kino-Version)   | James Belushi     | Ulrich Gressieker  |
| Patrick Martin (Director’s Cut) | Paul Dooley       | --                 |
| The First Customer              | Christopher Guest | --                 |
| „Erzähler“                      | Stan Jones        | Joachim Kerzel     |
| Chiffon                         | Tisha Campbell    | Sabine Jaeger      |
| Crystal                         | Tichina Arnold    | --                 |
| Ronette                         | Michelle Weeks    | --                 |

## Ursprüngliches Ende
Ursprünglich sollte das Ende des Films anders aussehen: Als Audrey beinahe zur Mahlzeit der sich verselbständigenden Pflanze wird, gesteht Seymour ihr, dass er Menschen an Audrey II verfüttert hat. Kurz darauf stirbt Audrey an ihren Verletzungen mit der Bitte an Seymour, ihren Körper der Pflanze zu überlassen, damit sie letztendlich doch noch „irgendwo im Grünen“ ist. Daraufhin bereut Seymour seine Taten und will dem Treiben der Pflanze ein für alle Mal ein Ende setzen. Doch sie ist bereits zu stark und verschlingt auch ihn. Es folgt ein Song der drei Erzählerinnen, in dem man sieht, wie Ableger der Pflanze in ganz Amerika verkauft werden und eine beeindruckende Spezialeffekt-Sequenz, in der gigantische Audrey-II-Pflanzen New York zerstören. Dies entspricht dem Ende des Musicals. Nachdem das Publikum in Testaufführungen negativ reagiert hatte (Zitat Frank Oz: „The audience hated us“ → „Das Testpublikum hasste uns“), wurde jedoch dieses Ende herausgeschnitten und das oben erwähnte Happy End nachproduziert.
Im am 9. Oktober 2012 in den USA auf Blu-ray-Disc und DVD veröffentlichten Director’s Cut ist sowohl das Kinoende als auch das in Farbe, mit Ton und Effekten wiederhergestellte ursprüngliche Ende enthalten.

## Musikstücke
- Downtown: Audrey und Seymour singen davon, dass sie dem ärmlichen Leben in der Skid Row entkommen möchten
- Grow for Me (Wachs für mich): Seymour versucht, Audrey II zum Wachsen zu animieren
- Somewhere That’s Green (Irgendwo im Grünen): Audrey träumt von einer harmonischen Zukunft als Seymours Ehefrau in einem Häuschen, weit draußen im Grünen
- Feed Me (Füttere mich): Audrey II überzeugt Seymour, Orin zu töten, um den Hunger der Pflanze zu stillen
- Dentist (Zahnarzt): Orin erklärt, dass er Zahnarzt geworden ist, weil er dabei seine sadistischen Neigungen ausleben kann
- Suddenly, Seymour (Jetzt hast du Seymour): Audrey denkt darüber nach, wie sie mit Seymour zusammengekommen ist
- Suppertime (Essenszeit): Audrey II verschlingt Mushnik
- The Meek Shall Inherit (Die Letzten werden die Ersten): Seymour ist dank Audrey II der Star der Gegend
- Mean Green Mother from Outer Space (Grünes Monster aus dem All): Audrey II offenbart, dass sie ein Alien ist, das gekommen ist, um die Welt zu beherrschen. Dieser Song ist der einzige, der nicht vom Musical übernommen, sondern für den Film neu geschrieben wurde

## Produktion
Obwohl im Abspann die Jim Henson Company nicht namentlich erwähnt wird, konnte Oz für die Inszenierung der fleischfressenden Pflanze Audrey II auf umfangreiche Unterstützung des befreundeten Unternehmens zurückgreifen. Für die Animation der Pflanze waren zeitweilig bis zu drei Dutzend Puppenspieler erforderlich. Jene Szenen, in denen die Pflanze aufwändig animiert wird, gehören auch deswegen zu den bis dahin kompliziertesten Dreharbeiten, da sie aufgrund der Unmöglichkeit, Audrey II in Echtzeit zu animieren, nur in verminderter Geschwindigkeit realisiert werden konnten, das heißt Schauspieler, Kamera und Puppenspieler mussten synchron in gleichmäßig reduzierter Geschwindigkeit agieren und sprechen. Martin P. Robinson, der Designer von Audrey II, hatte sich zuvor mit seiner langjährigen Arbeit für die Sesamstraße einen Namen gemacht.

## Kritik
„Musical-Fassung einer Gruselfilmparodie; recht schwungvoll inszeniert, aber am Ende hin zu sehr den Spezialeffekten verpflichtet. Brauchbare Unterhaltung für Freunde des schwarzen und lauten Humors.“

Cinema nennt den Film eine „schräge Musical-Verfilmung für Trash-Fans“ mit Steve Martin „in einer lustvoll überzogenen Gastrolle“.
Prisma findet, das Werk sei eine „überaus amüsante Parodie mit witzigen Gags“. Die Gastauftritte einiger prominenter Darsteller sind „besonders spaßig“.

## Auszeichnungen
- 1987 Saturn Award für die beste Musik, „Mean Green Mother from Outer Space“

Nominierungen für:
- 2 × Oscar für die besten Effekte und optischen Effekte und für die beste Musik, Originalsong
- 5 × Saturn Award für die besten Kostüme, den besten Horrorfilm, die besten Spezialeffekte und das beste Drehbuch
- 1 × BAFTA Award für die besten Spezialeffekte
- 1 × Artios für das beste Casting in einem Spielfilm, Comedy
- 2 × Golden Globe für den besten Spielfilm im Bereich Comedy/Musical und die beste Filmmusik in einem Spielfilm
- 1 × Hugo Award für die beste schauspielerische Darstellung
- 1 × WGA Award für das beste auf dem Material eines anderen Mediums basierende Drehbuch